# ريتشارد إي. باركر
ريتشارد إي. باركر (بالإنجليزية: Richard E. Parker)‏ هو محامي وقاضي وسياسي أمريكي، ولد في 27 ديسمبر 1783 في مقاطعة ويستمورلاند في الولايات المتحدة، وتوفي في 10 سبتمبر 1840 في الولايات المتحدة. حزبياً، نشط في الحزب الديمقراطي. وقد انتخب عضو مجلس الشيوخ الأمريكي.